# SK Amateure Steyr
SK Amateure Steyr is een Oostenrijkse voetbalclub uit Steyr, in de deelstaat Opper-Oostenrijk.

## Geschiedenis

### Beginjaren
De club werd op 17 februari 1920 onder de naam Sportklub Freiheit Steyr met blauw-witte clubkleuren. De eerste wedstrijd van de club was tegen Germania Linz in de lente van 1921. De voetballers gingen met de fiets naar St. Florian en namen van daar uit de trein naar Urfahr. De wedstrijd eindigde op een 2-2 gelijkspel.
In 1922/23 nam de club voor het eerst deel aan het kampioenschap van Opper-Oostenrijk, de toenmalige hoogste klasse voor een club uit de deelstaat. SK Freiheit werd zesde en voorlaatste, enkel ASK Sparta eindigde nog onder hun. Kampioen dat jaar werd stadsrivaal SK Vorwärts Steyr. In mei 1923 werd de naam veranderd in SK Amateure Steyr. Nadat in de volgende twee seizoenen telkens de laatste plaats behaald werd degradeerde de club.

### Eerste successen
In 1930 promoveerde de club opnieuw naar de hoogste klasse van Opper-Oostenrijk. In 1935 bereikte de club de finale van de beker van Opper-Oostenrijk en verloor daar van Linzer ASK. Drie jaar later werd opnieuw de finale behaald, maar daarin was Vorwärts Steyr te sterk. Datzelfde seizoen werd de club ook voor het eerst kampioen. Steyr heeft de eer, samen met Grazer SC en ESV Wacker Wiener Neustadt om als eerste clubs buiten de hoofdstad Wenen in de hoogste klasse van Oostenrijk te spelen, op dat moment Gauliga na de Anschluss van Oostenrijk bij Duitsland.

### Tussen Gauliga en Landesliga
Op de eerste speeldag van 1938/39 trad de club aan tegen recordkampioen SK Rapid Wien en stond met een schandelijke 8-2 achter toen de wedstrijd stopgezet werd wegens hevige regenval. De wedstrijd werd op 1 november 1938 opnieuw gespeeld en daarin verloor de club nipt met 4-3. Steyr moest evenwel zwaar incasseren dat seizoen en verloor met 2-9 tegen Amateure Fiat, 0-7 tegen Wacker Wien en 0-5 tegen Vienna. De drie provincieclubs konden het niveau van de ervaren Weense clubs niet aan en bezetten de laatste drie plaatsen in de rangschikking. Steyr kon ook maar vier punten sprokkelen, uit twee overwinningen tegen Grazer en Wiener Neustadt. 
Twee seizoenen later werd opnieuw kampioen van de Oberdonauklasse, maar dat seizoen was er een eindronde om te promoveren en daarin verloor de club van Austria Salzburg. Het volgende seizoen werd de vicetitel behaald achter NSTG Budweis (uit het Tsjechoslowaakse České Budějovice). In 1942/43 werden de Amateuren dan weer kampioen en werd groepswinnaar in de eindronde met 1. FFC Vorwärts 06 Wien en FG Salzburg. De tweede poging in de hoogste klasse verliep niet beter dan de eerste. Steyr won met 3-1 van FC Wien en speelde 1-1 gelijk tegen Floridsdorfer AC. De nederlagen tegen de Weense clubs waren wel lager als de vorige keer. Op 20 april 1944 moest de club zich, twee speeldagen voor het einde, terugtrekken uit de competitie. Door de gebeurtenissen in de Tweede Wereldoorlog waren steeds meer spelers opgeroepen om te dienen in het leger. Een maand later fuseerde de club met Vorwärts, dat in hetzelfde schuitje zat, en werd zo FC Steyr.

### Liftploeg tussen Staatsliga B en Landesliga
In de herfst van 1945 werd de fusie ongedaan gemaakt en speelden beide clubs weer zelfstandig verder. Na een vierde plaats in 1949/50 plaatste de club zich voor de nieuwe Staatsliga B, die voortaan als tweede klasse fungeerde. De Amateure behaalden 23 punten, net als vier andere teams en moest degraderen omdat het doelsaldo één goal slechter was dan dat van ASK Sparta Linz. Na twee seizoenen keerde de club terug maar kon ook nu het behoud niet verzekeren.
In 1954 promoveerde de club opnieuw maar kon ook dit keer de degradatie niet afwenden. 

### Jaren in de Regionalliga
In 1960 werd de club weer kampioen van de Landesliga en promoveerde naar de Regionalliga. Nu de concurrentie opgedeeld was in drie reeksen Regionalliga kon de club zich wel vestigen en eindigde in de middenmoot. In 1864 won de club overtuigend met 7-1 van rivaal Vorwärts. De beste plaats uit deze tijd was de derde in 1966 en 1967. Seizoen 1968/69 verliep minder goed voor de clubs uit Steyr en zowel de Amateure als Vorwärts degradeerden.

### Abstieg in die Landesliga
Het volgende seizoen in de Landesliga werd een bikkelharde strijd met Vorwärts, die uiteindelijk met één punt voorsprong wonnen en terugkeerden naar de Regionalliga. De volgende seizoenen eindigde de club in de middenmoot tot in 1976 de titel behaald werd, maar de club kon in de eindronde niet winnen en bleef in de Landesliga, die inmiddels de vierde klasse geworden was.
In de jaren 80 eindigde de club voornamelijk in de middenmoot en werd derde in 1989. De volgende twee seizoenen werd de club vicekampioen achter SV Ried. Nadat de betere spelers de club verlieten kon de club de concurrentie niet meer aan.

### Diepe val
Na een laatste plaats in 1996 degradeerde de club voor het eerst naar de vijfde klasse waar de club het onder andere moest opnemen tegen het reserve-elftal van Vorwärts Steyr. In 2002 en 2004 volgde nieuwe degradaties zodat de club inmiddels in de zevende klasse speelde.

### Actuele situatie
Nadat Vorwärts Steyr geen licentie meer kreeg voor de Bundesliga  kwamen er fusiegesprekken voor een nieuw FC Steyr. Deze gesprekken sprongen af.